# Atletismo nos Jogos Pan-Americanos de 1967 - Salto com vara masculino
A prova do salto com vara masculino nos Jogos Pan-Americanos de 1967 foi realizada em Winnipeg, Canadá.

## Medalhistas
| Ouro                              | Prata                 | Bronze              |
| Robert Seagren USA Estados Unidos | Bob Raftis CAN Canadá | Bob Yard CAN Canadá |

## Resultados
| Posição           | Nome            | Nacionalidade      | Marca | Notas |
| ----------------- | --------------- | ------------------ | ----- | ----- |
| Medalha de ouro   | Robert Seagren  | USA Estados Unidos | 4.90  |       |
| Medalha de prata  | Bob Raftis      | CAN Canadá         | 4.75  |       |
| Medalha de bronze | Bob Yard        | CAN Canadá         | 4.45  |       |
| 4                 | Enrico Barney   | ARG Argentina      | 4.45  |       |
| 5                 | Arturo Esquerra | MEX México         | 4.30  |       |
| 6                 | César Quintero  | COL Colômbia       | 4.15  |       |